# Zanthoxylum harmsianum
Zanthoxylum harmsianum är en vinruteväxtart som först beskrevs av Ludwig Eduard Loesener, och fick sitt nu gällande namn av Percy Wilson. Zanthoxylum harmsianum ingår i släktet Zanthoxylum och familjen vinruteväxter. Inga underarter finns listade i Catalogue of Life.